# Echinodorus decumbens
Echinodorus decumbens là một loài thực vật có hoa trong họ Alismataceae. Loài này được Kasselm. mô tả khoa học đầu tiên năm 2000.